# Кенеди Муине
Кенеди Муине (Kennedy Mweene) е замбийски футболист, който играе като вратар за Южноафриканската футболна лига „Mamelodi Sundowns“.

## Биография
Кенеди Муине е роден на 11 декември 1984 г.
Много пъти е бил капитан на отбора на Замбия. На 17 януари 2015 г. участва в шестото издание на Африканската купа на нациите.